# Personnage (Miró)
Pour les articles homonymes, voir Personnage.
Personnage est un tableau réalisé par Joan Miró en 1934. Ce pastel sur papier velours représente un personnage multicolore debout, les bras levés. Il est conservé au musée national d'Art moderne, à Paris.

## Expositions
- Miró : La couleur de mes rêves, Grand Palais, Paris, 2018-2019 — n°48.